# Letová paluba

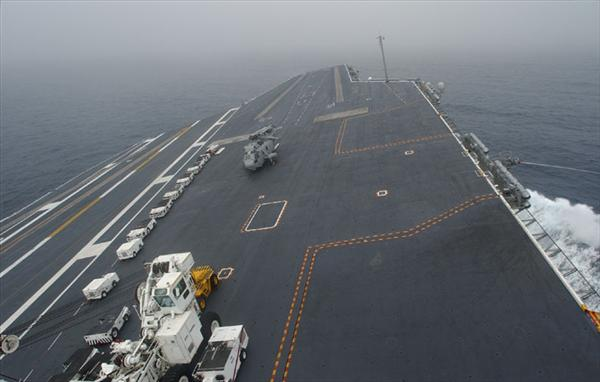
Letová paluba letadlové lodi amerického námořnictva USS John C. Stennis za prudkého obratu během její zkušební plavby

Letová paluba je průběžná lodní paluba, která plní roli vzletové a přistávací dráhy letadel — v podstatě tedy plovoucí letiště. Na menších válečných lodích jejichž primární rolí není nesení letadel může být jako letová paluba označen prostor určený pro operace vrtulníků a dalších letadel schopných svislého přistání (kategorií VTOL/STOVL).

## Vznik a vývoj

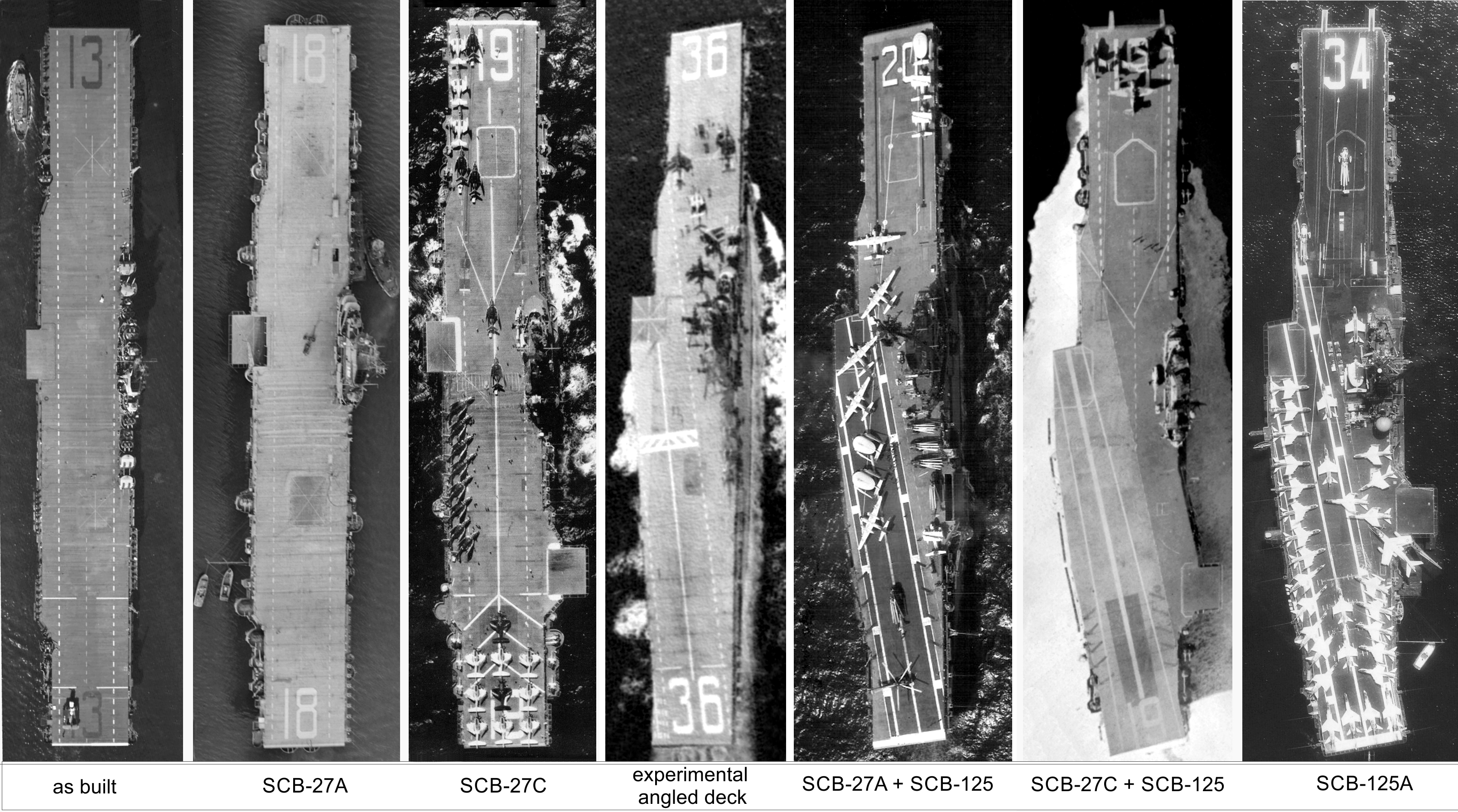
Postupná modernizace třídy Essex mezi lety 1944 a 1960

První experimenty s palubními letouny se děly na dočasných plošinách na palubách bitevních lodí a křižníků, a první specializované letadlové lodi měly někdy samostatné paluby pro vzlet i přistání. První mateřská letadlová loď s průběžnou letovou palubou po celé délce byla britská HMS Argus. 
Během dalšího vývoje námořního letectví byly letové paluby doplněny instalací katapultů zkracujících vzletovou dráhu letounů, a také záchytnými systémy, zkracujícími, zachycením háku na letadle, dráhu jeho doběhu po přistání.

## Varianty

### Úhlová paluba

Animovaná sekvence zobrazuje postupně: katapultový start stroje F/A-18 na přídi, přerušený pokus o přistání stroje S-3 na vyosené palubě, katapultový start stroje E-2C a úspěšné přistání stroje EA-6B. Právě možnost nezachycení přistávacího háku a tím nutnost pokračování v letu, která se občas u palubních přistávacích operací vyskytne, činí samostatný prostor pro přistání, který neomezuje možnost vzletů z přídě, výhodným z hlediska prostorového uspořádání paluby. Současně zvětšuje místo jež je na palubě možno vyhradit pro letadla připravená v pohotovosti.

Úhlová paluba vznikla jako inovace britské Royal Navy v 50. letech 20. století, a spočívá v přidání sekce letové paluby vychýlené v určitém úhlu od podélné osy trupu lodi. Toto uspořádání tak umožňuje provádění vzletových (za pomoci katapultů na přídi) a přistávacích operací (na vyosené dráze) současně.

### Skokanský můstek

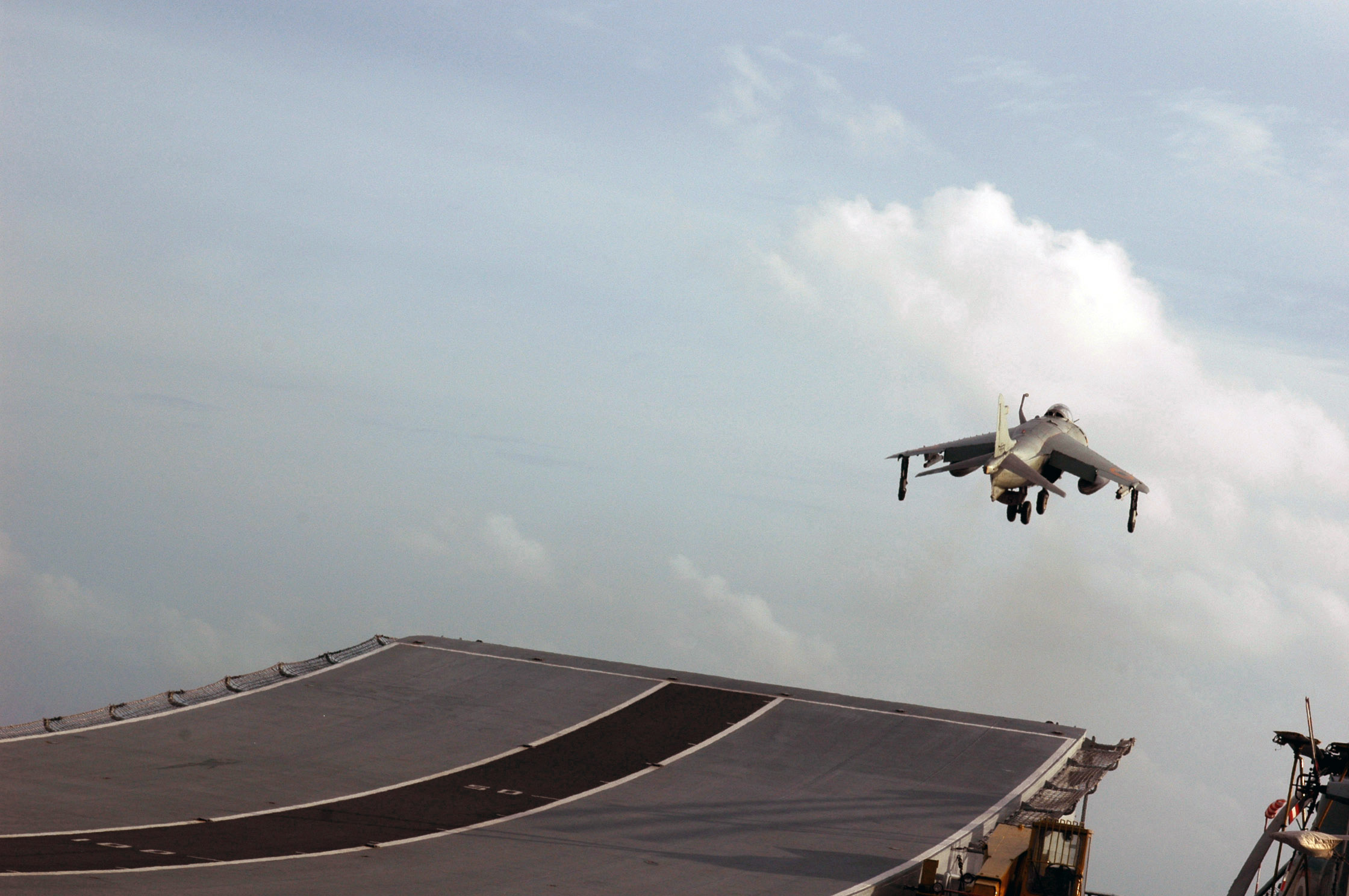
BAE Sea Harrier Indického námořnictva během vzletu z paluby INS Viraat.

Jako skokanský můstek (anglicky ski-jump) je označována další variace britského původu, spočívající v konci vzletové paluby v podobě vzhůru směřující rampy, čímž je usnadněn start lehčích letadel konvenčním rozjezdem i bez pomoci katapultu.
Jejich přistání se pak může dít buď svisle, anebo jako na klasické letadlové lodi, za pomoci záchytného zařízení.